# 카불 프리미어리그
카불 프리미어리그는 아프가니스탄 축구 국가대표팀을 개선시키기 위해 2006년에 설립된 과거 아프가니스탄의 축구 리그였으며 2013년에 폐지되었다.

## 클럽
- 페로지 FC
- 오르두 카불 FC
- 쿠라산 카불 FC
- 세라미아스트 FC
- 에스테칼 FC
- 자반 아자디 카불 FC
- 자반 미난 카불 FC
- 파미르 FC
- 하킴 세나이 카불 FC
- 슈이 카불 FC
- 솔 카불 FC
- 마이완드 카불 FC
- 사바운 카불 FC

## 리그 챔피언
- 1946: 애리아나 카불 FC
- 1947: 애리아나 카불 FC
- 1948: 애리아나 카불 FC
- 1949: 애리아나 카불 FC
- 1950: 애리아나 카불 FC
- 1951: 애리아나 카불 FC
- 1952: 애리아나 카불 FC
- 1953: 애리아나 카불 FC
- 1954: 애리아나 카불 FC
- 1955: 애리아나 카불 FC
- 1956-94: 미상
- 1995: 카를라판
- 1996: 미상
- 1997-98: 마이완드 카불 FC
- 1999-02: 미상
- 2003: 미상
- 2004: 오르두 카불 FC
- 2005: 오르두 카불 FC
- 2006: 오르두 카불 FC
- 2007: 오르두 카불 FC
- 2008: 전쟁으로 인해 경기가 열리지 않음
- 2009: 카불 뱅크 FC
- 2010: 페로지 FC(카불 뱅크와 같은 팀)
- 2011: 빅 베어 FC
- 2012: 페로지 FC
- 2013: 빅 베어 FC